# Вуковар (фильм)
«Вуковар» (сербохорв. Вуковар, једна прича / Vukovar, jedna priča) — фильм в жанре военная драма режиссёра Боро Драшковича. Премьера состоялась 3 июля 1994 года. Фильм выдвигался на премию «Оскар» за лучший фильм на иностранном языке.

## Сюжет
Действие фильма происходит в начале 1990-х годов в городе Вуковаре. В центре повествования смешанная семья недавно поженившихся серба Томо и хорватки Анны, построивших новый дом и ждущих рождения ребёнка. Но очень скоро семейная идиллия прерывается из-за начавшегося политического кризиса в стране — на улицах проводятся агрессивные митинги, по ночам слышна стрельба, а на стене их дома появляется надпись «Сербы, убирайтесь вон!». Вскоре Томо призывают в ряды Югославской Народной Армии, а беременная Анна вместе со своей семьёй остаётся дома.

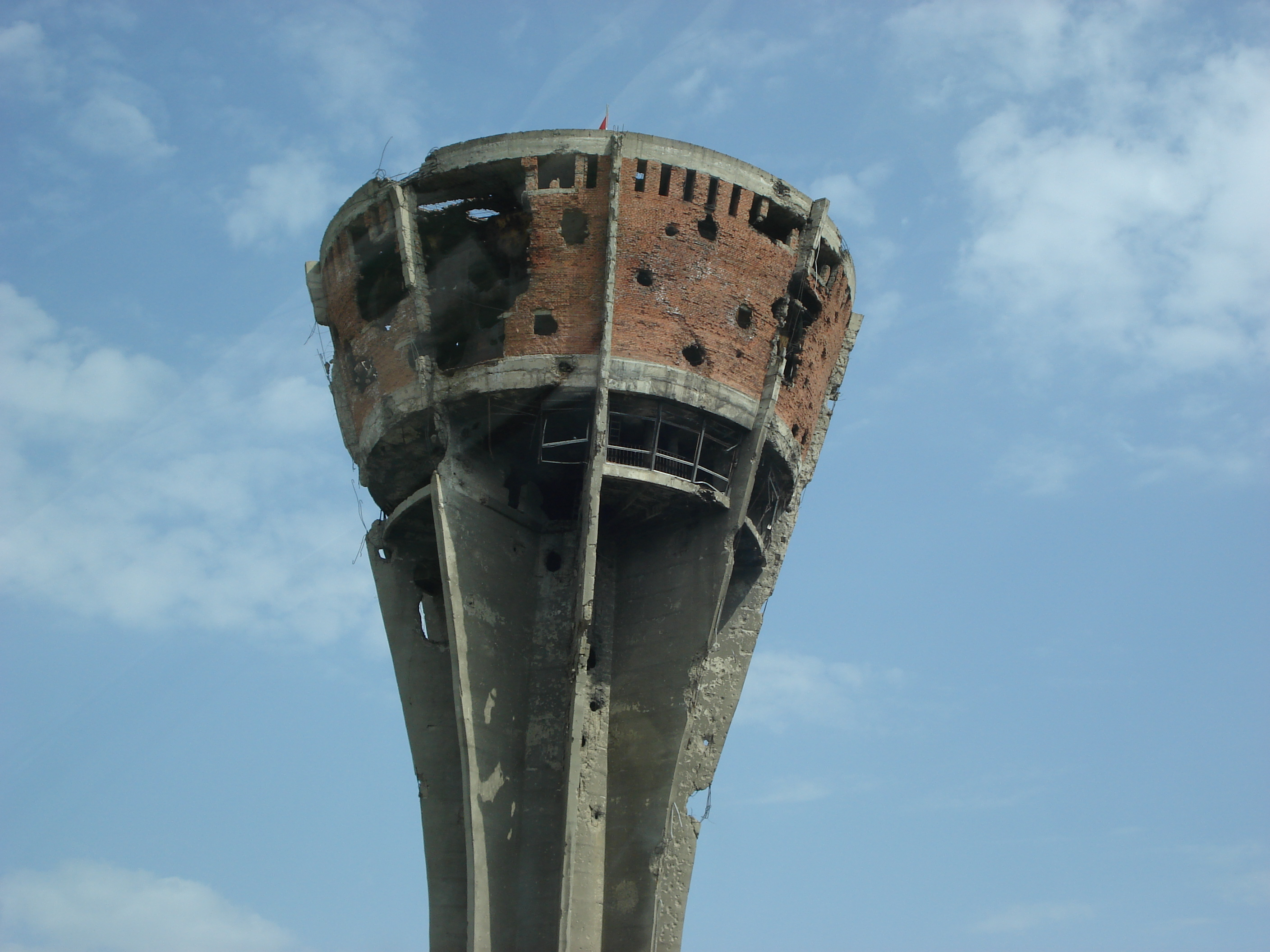
Вуковарская водонапорная башня

Начинается гражданская война, в которой участвует и Томо. Скоро его подразделение участвует в кровопролитном сражении за Вуковар и он видит в оптический прицел своей снайперской винтовки прежних друзей и соседей, оказавшихся по другую сторону баррикад. Тем временем в дом Анны ночью врываются вооружённые мародёры, насилуют её и похищают из дома ценное имущество. Томо всё же удаётся пробраться в свой дом и встретиться с Анной.
На следующий день начинается бой возле дома и его занимают хорватские солдаты. Раненый Томо добирается до своих позиций и бессильно наблюдает, как его дом расстреливают из танковых орудий. Анна скрывается в подвале вместе с беженцами, а затем рожает ребёнка в руинах разрушенного города.
Фильм заканчивается символической сценой: Томо и Анна в последний раз видят друг друга через окна автобусов, один из которых едет в Загреб, а другой — в Белград. Последние кадры фильма — панорамные съёмки пострадавшего в ходе боёв Вуковара и Вуковарской водонапорной башни — неофициального символа гражданской войны.

## В ролях
| Актёр             | Роль   |
| ----------------- | ------ |
| Мирьяна Йокович   | Анна   |
| Борис Исакович    | Томо   |
| Светлана Бойкович | Вилма  |
| Предраг Эйдус     | Степан |
| Михайло Янкетич   | Душан  |
| Оливера Маркович  | Црна   |
| Никола Джуричко   | Горан  |

## Саундтрек
В фильме звучат следующие музыкальные произведения:
| № | Исполнитель                            | Произведение                  |
| - | -------------------------------------- | ----------------------------- |
| 1 | Вольфганг Амадей Моцарт                | «Реквием»                     |
| 2 | Бора Джорджевич («Рибля чорба»)        | «Gde si u ovom glupom hotelu» |
| 3 | Горан Брегович («Bijelo Dugme»)        | «Lijepa Naša» / «Tamo daleko» |
| 4 | Момчило Баягич («Баяга и инструктори») | «Buđenje ranog proljeća»      |
| 5 | Юра Стублич («Film»)                   | «E moj druže Beogradski»      |

## Награды и номинации
| Награды и номинации фильма «Вуковар» | Награды и номинации фильма «Вуковар»        | Награды и номинации фильма «Вуковар»                 | Награды и номинации фильма «Вуковар»                | Награды и номинации фильма «Вуковар» | Награды и номинации фильма «Вуковар» |
| Год                                  | Кинофестиваль/кинопремия                    | Категория/награда                                    | Номинант                                            | Результат                            |                                      |
| ------------------------------------ | ------------------------------------------- | ---------------------------------------------------- | --------------------------------------------------- | ------------------------------------ | ------------------------------------ |
| 1995                                 | Иерусалимский международный кинофестиваль   | Премия средиземноморского кино «За мир и терпимость» | Боро Драшкович, Данка Муздека Мандзука, Стивен Норт | Победа                               |                                      |
| 1995                                 | Кинофестиваль в Карловых Варах              | «Хрустальный глобус»                                 | Боро Драшкович                                      | Номинация                            |                                      |
| 1995                                 | Московский международный кинофестиваль      | Приз зрительских симпатий                            | Данка Муздека Мандзука, Стивен Норт                 | Победа                               |                                      |
| 1995                                 | Кинофестиваль в Ньюпорт-Бич                 | Лучший художественный фильм                          | Данка Муздека Мандзука, Стивен Норт                 | Победа                               |                                      |
| 1995                                 | Международный кинофестиваль в Санта-Барбаре | Лучший художественный фильм                          | Стивен Норт                                         | Победа                               |                                      |
| 1995                                 | Международный кинофестиваль в Сент-Луисе    | Лучший художественный фильм                          | Боро Драшкович                                      | Победа                               |                                      |
| 1995                                 | Международный кинофестиваль в Сан-Паулу     | Лучший художественный фильм                          | Данка Муздека Мандзука, Стивен Норт                 | Номинация                            |                                      |
| 1996                                 | Международный кинофестиваль в Тромсе        | Import Award                                         | Боро Драшкович                                      | Победа                               |                                      |